# Callophylla
Callophylla is een geslacht van kevers uit de familie bladsprietkevers (Scarabaeidae). Het geslacht werd voor het eerst wetenschappelijk beschreven in 1916 door Moser.

## Soorten
- Callophylla costata Moser, 1916
- Callophylla lamottei Antoine, 2007